# Мерзляков, Михаил Владимирович
Михаил Владимирович Мерзляков (27 октября 1925 года — 18 октября 1989 года) — гвардии сержант, командир отделения 200-го гвардейского стрелкового полка 68-й гвардейской стрелковой дивизии, 60-я армия 3-го Украинского фронта, полный кавалер Ордена Славы (1946).

## Биография
Родился 27 октября 1925 года в Москве в семье рабочего.
Окончил 6 классов средней школы № 620 в 1940 году, после окончания школы работал электросварщиком на Первом авторемонтном заводе.
В мае 1943 года был призван в РККА Молотовским районным военкоматом г. Москвы, на фронтах Великой Отечественной войны находился с декабря 1943 года.
4 августа 1944 года, будучи командиром отделения 200-го гвардейского стрелкового полка 68-й стрелковой дивизии 60-й армии 1-го Украинского фронта, гвардии младший сержант Мерзляков со своими бойцами под городом Жешув (Польша) ночью проник в тыл противника и в рукопашном бою уничтожил 3 солдат противника и гранатой подорвал пулемётную точку. За данный подвиг 21 августа 1944 года награждён орденом Славы 3 степени.
9 января 1945 года в составе того же полка 26-й армии 2-го Украинского фронта гвардии сержант Мерзляков в боях в окрестностях Будапешта со своим отделением выбил противника с укреплённого рубежа, уничтожив 2 огневые точки и более 10 солдат противника. 14 января того же года в центре Будапешта вместе со своими бойцами первым прорвался к мосту через Дунай, где и закрепился, при этом лично уничтожил пулемётную точку и 3 солдат противника. 9 апреля 1945 года награждён орденом Славы 2 степени.
15 апреля 1945 года в том же полку в составе 3-го Украинского фронта Мерзляков со своими бойцами под населенным пунктом Ретеннег в Австрии вывел из строя до взвода солдат противника. 15 мая 1946 года указом Президиума Верховного Совета СССР награждён орденом Славы 1 степени, став полным кавалером ордена Славы.
После окончания войны продолжил военную службу, в марте 1950 года демобилизован в звании старшего сержанта. После демобилизации жил в селе Высотино Сухобузимского района Красноярского края, где работал бригадиром плотников совхоза «Маяк», затем в 1979 году переехал в Москву.
Умер 18 октября 1989 года на 65-м году жизни.